# NGC 357
NGC 357 è una galassia lenticolare barrata situata nella costellazione della Balena.
Fu scoperta il 10 settembre 1785 da William Herschel.